# Fan zone

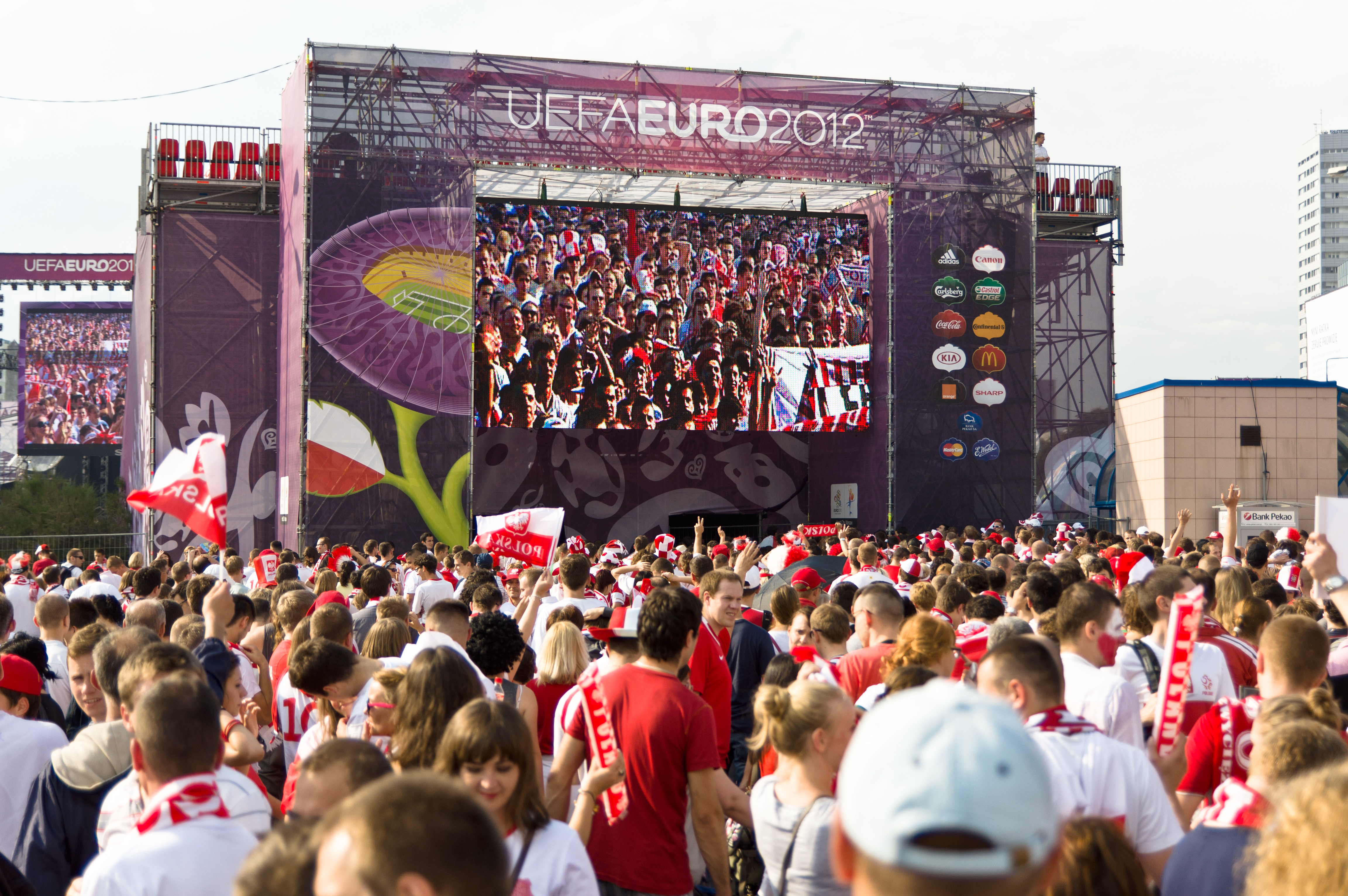
Fan zone de Varsovie lors de l'Euro 2012

Une fan zone est un espace privilégié réservé à des supporteurs ou à des admirateurs lors d'événements. Cette zone est au plus près du spectacle.
À l'origine, ce terme était fréquemment utilisé en Formule 1 où les personnes pouvaient profiter, avant le Grand Prix automobile, d'animations, voir les pilotes et suivre en direct les courses sur écran géant.
Par extension, les fan zones désignent les espaces en centre-ville où les supporteurs ne pouvant pas assister à l’événement suivent sa retransmission dans des conditions optimales, comme une rediffusion en direct sur écran géant.
Le mot commence à être utilisé en 2008 pour l'Euro de football en Autriche et en Suisse,. Ces zones sont généralement situées dans le centre-ville des lieux où est situé le stade permettant aux supporteurs sans billets de se retrouver et partager la fête.
Lors de l'Euro 2016 en France, la question de la sécurité s'est posée alors que le pays organisateur avait appliqué l'état d'urgence en raison des attentats du 13 novembre 2015. Le dispositif a ainsi été considérablement renforcé avec des contraintes de contrôle d'entrée et de vidéosurveillance.
La place Kléber de Strasbourg est transformée en fan zone en 2017 en vue de célébrer la montée du Racing Club de Strasbourg en Ligue 1. Entre 6 000 à 10 000 supporters étaient présents sur cette place.